# رود پله‌دوی
رود پله‌دوی (انگلیسی: Peleduy) یک رودخانه در استان یاقوتستان کشور روسیه است.